# 詹江村
詹江村（1963年8月16日—），臺灣政治人物，中國國民黨籍，現任桃園市議會議員。中華民國陸軍軍官學校土木工程系畢業、開南大學企業管理學系碩士。

## 政治生涯
2023年宣布投入立法委員選舉。

## 事業

### 獨資
- 多肉市集[3]
- 彩虹魚水族百貨館[3]
- 彩虹魚寵物美容館[3]

### 合資
- 瑞恩帝兒幼稚園[3]

## 爭議

### 贈送活體寵物
2018年5月，詹江村在母親節前推出贈品券，可以在他經營的「彩虹魚寵物水族百貨館」兌換孔雀魚和趴趴鼠，引起輿論批評，詹江村對此道歉並停辦活動。

### 遭粉絲控性侵不起訴
2020年10月21日，詹江村被自己的女粉絲指控，當時詹江村聲稱自己心情低落約她見面，並以「遭國家機器監控」為由，帶她到汽車旅館性侵，事後就以開會當藉口拒不見面。
詹針對指控則表示若性侵屬實願「判死或自盡」。女粉絲曾指證詹江村屁股有胎記，原本詹江村否認，爾後改口承認屁股有胎記。
詹江村表示當時該女子聲稱收集很多館長直播前後矛盾片段，找他在車上看了40分鐘，但怕被檢舉紅線停車，詹江村稱要離開但女子把他帶到汽車旅館看影片，沒多久詹江村拉肚子進廁所，女子突然進去求愛，詹江村拒絕後對方恐嚇要讓他身敗名裂。
最終詹江村獲不起訴。

### 誹謗陳柏惟「賺紅錢」遭判刑
2019年8月，詹江村在網路直播時稱陳柏惟「賺紅錢」、「阿共好不好舔」、「你是當共幹」等，期間還比出不雅動作，陳柏惟因而提告。
2021年2月，桃園地方法院一審判決，刑事部份，詹江村被依誹謗罪判處拘役80天，可易科罰金；民事部份則應賠償20萬元，並移除影片。詹原稱不會上訴，「法院關我80天吧！」，但在3月提起上訴。
7月，二審維持原判決。詹江村對此再度提出上訴，高等法院在10月駁回上訴，全案定讞。

### 遭指碩士論文抄襲
2022年9月，四叉貓爆料，他比對詹江村的碩士論文後，發現內容各種複製貼上及簡繁轉換，有抄襲之嫌。對此，詹江村在臉書回應，若有人檢舉，一定會跟學倫會說明。，同月25日詹江村表示前一週學校已開完學倫會，稱他的論文沒事，未撤銷他的學籍。

### 自稱有「中國身分證」
詹江村在直播稱有「中國身分證」，中華民國內政部於2025年1月發函限期詹江村說明是否有中華人民共和國身份證，詹江村拒絕，並在9日透過臉書表示，他說的「中國」是「中華民國」，並稱「中華人民共和國是偽政府」。，並稱剛回臺灣時就被調查站約談，表示調查官有看過他那場直播，告知他「上級交代！」而約談他，認為是「認知問題」將他請回。
詹江村表示移民署可以逮捕他，或者註銷他的中華民國國籍；過了1月17日期限後，移民署表示會再度發函。

### 稱社運場合一堆色女
2025年4月，詹江村發文稱「過去社運圈子充滿一夜情、好色等語。此言論被不少網友認為是仇女、污名化上街頭的女性；作家謝金魚則批評是無差別性騷擾。

## 獲獎
曾於1996年獲「傑出企業家獎」。

## 選舉紀錄
| 年度 | 選舉屆數                   | 選舉區           | 所屬政黨   | 得票數 | 得票率 | 當選標記 | 備註 |
| ---- | -------------------------- | ---------------- | ---------- | ------ | ------ | -------- | ---- |
| 2002 | 第十七屆桃園市市民代表選舉 | 桃園縣桃園市     | 中國國民黨 |        |        |          |      |
| 2005 | 第十六屆桃園縣議員選舉     | 桃園縣第一選舉區 | 中國國民黨 | 11,649 | 7.66%  |          |      |
| 2009 | 第十七屆桃園縣議員選舉     | 桃園縣第一選舉區 | 中國國民黨 | 8,113  | 5.76%  |          |      |
| 2014 | 第一屆桃園市議員選舉       | 桃園市第一選舉區 | 中國國民黨 | 9,661  | 5.37%  |          |      |
| 2018 | 第二屆桃園市議員選舉       | 桃園市第一選舉區 | 中國國民黨 | 10,873 | 5.74%  |          |      |
| 2022 | 第三屆桃園市議員選舉       | 桃園市第一選舉區 | 中國國民黨 | 15,825 | 7.65%  | [ 30 ]   |      |

## 外部連結
- 詹江村的Facebook專頁
- YouTube上的詹江村頻道
- 詹江村議員 （页面存档备份，存于）－桃園市議會